# Аббатство Добрилугк
Аббатство Добрилугк (нем. Kloster Dobrilugk, лат. Abbatia Dobraluca) — бывший цистерцианский монастырь в Нижней Лужице, располагавшийся на территории современного города Доберлуг-Кирххайн в немецкой федеральной земле Бранденбург. В XVII веке на территории упразднённой обители был выстроен замок Доберлуг.

## История
Аббатство де-юре было основано 1 мая 1165 года по инициативе Дитриха Ландсберг-Айленбургского — маркграфа Остмарка, однако, из-за продолжавшихся боевых действий в этом районе, строительство монастыря началось только в 1184 году, когда двенадцать монахов из аббатства Фолькенрода поселились на этом месте. Около 1209 года монастырь был расширен, после погребения в церкви аббатства маркграфини Елизаветы — жены маркграфа Конрада II.
Щедрые пожертвования позволили монастырю вскоре снова увеличить свои владения. В 1234 году аббатство уже имело при себе восемнадцать деревень. К 1240 году экономическое благосостояние аббатства позволило ему самостоятельно приобретать земельные угодья и не зависеть от пожертвований. В документах императора Карла IV указывалось что на 1370 год монастырь владел сорока сёлами и пятью дворами. Монастырь также в 1235 году имел во владении маленький город Кирхгайн, в котором получал доход от рынка. Кроме всего перечисленного, аббатство имело ещё и собственные дворы в более крупных городах: в таких как Луккау и в Люббене; подворья служили местом торговли продукцией производимой аббатством. Как и все цистерцианские аббатства, Добрилугк был освобождён от десятины.
Монастырь занимался развитием земли на западе Нижней Лужице. Монахи приглашали немецких поселенцев, которые строили поселения на землях аббатства; однако большинство поселенцев всё равно составляли лужичане. Настоятель Добрилугка имел место в курии прелатов и голос в местном ландтаге.
К концу XIV-го века начался медленный упадок аббатства. Монахи больше не брались за культивирование земель и стали полагаться на доход от арендной платы и налогов. Число послушников в аббатстве, занимавшихся физическим трудом также значительно уменьшилось. В 1431 году Добрилугк был разграблен гуситами. Однако, несмотря на трудности, аббатство сохранило экономическую состоятельность. В документах 1434 года написано, что аббатству принадлежало не менее 65 сёл.
Конец аббатства начался вместе с началом Реформации. Начиная с 1520-х годов монахи активно покидали монастырь и принимали протестантство. Монашеская дисциплина, а также экономика Добрилугка понесли значительный урон. В 1533 году настоятель Добрилугка скрылся с ценностями аббатства. Кроме этого, император Фердинанд I потребовал высокие взносы от нижнелужицких монастырей для финансирования войн с Османской империей. И в 1541 году Иоганн Фридрих I, курфюрст Саксонии, секуляризировал Добрилугк из-за финансовых требований короля Богемии, потому что был против них. Монахи покинули монастырь, и община была распущена.
Римской-Католической церкви и Фердинанду I удалось отвоевать аббатство в Шмалькальденской войне, и акционировать его в Нижней Лужице, он не дал монахам вернутся в аббатство, а вместо этого распределил земли между знатными семьями Шлик и Герсдорф. Генрих фон Герсдорф примерно в 1550 году построил охотничий домик вместо дома аббата. Последний владелец территории монастыря, Генрих Ансельм фон Промниц, продал Добрилугк в 1624 году Иоганну Георгу Саксонскому, который незадолго до этого стал залогодержателем всей Нижней Лужицы.

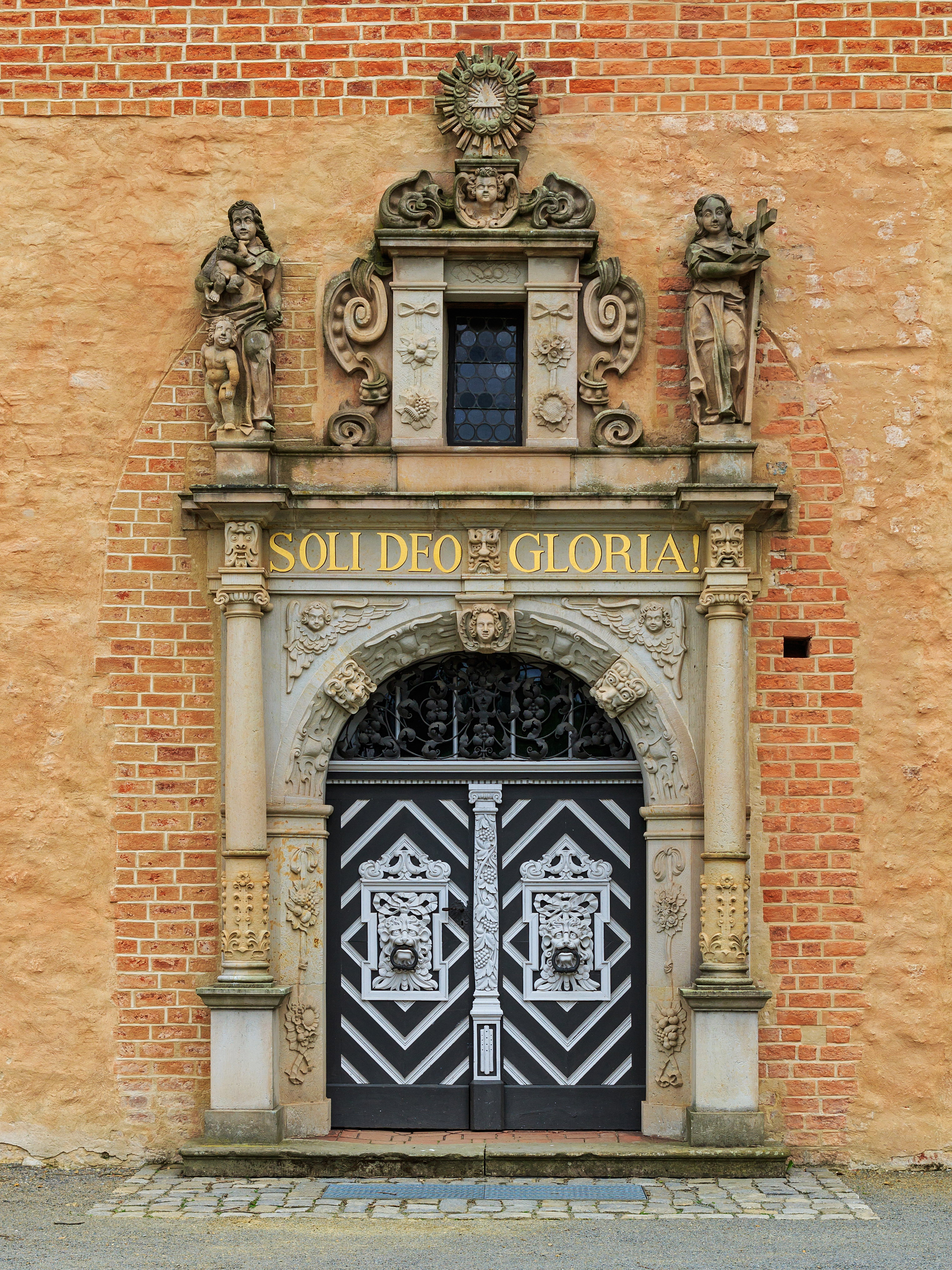
Ворота церкви

Некоторое время Добрилугк являлся резиденцией герцогов Саксен-Мерзебургских — одной из многочисленных младших ветвей дома Веттинов.

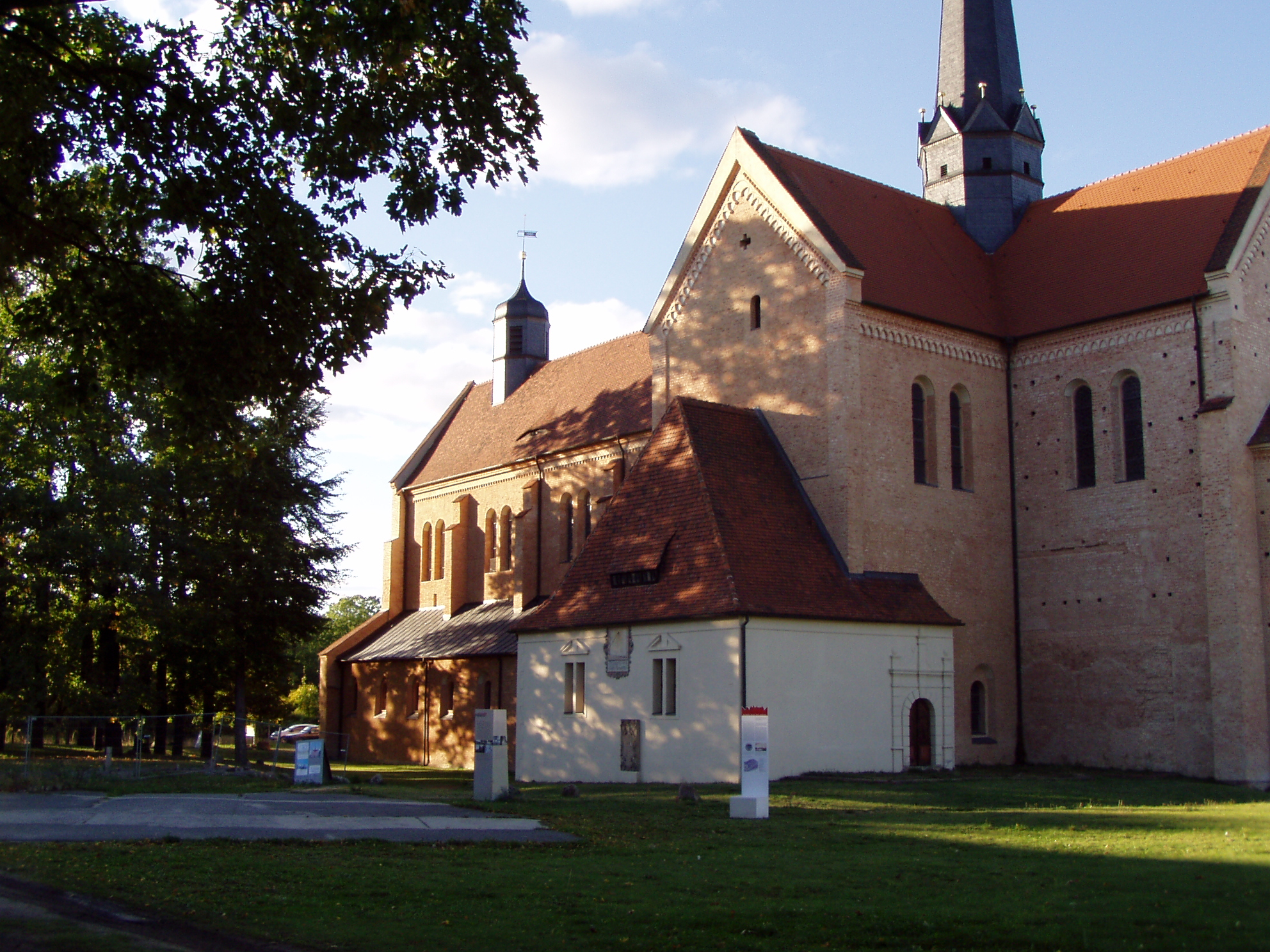
Неф и трансепт

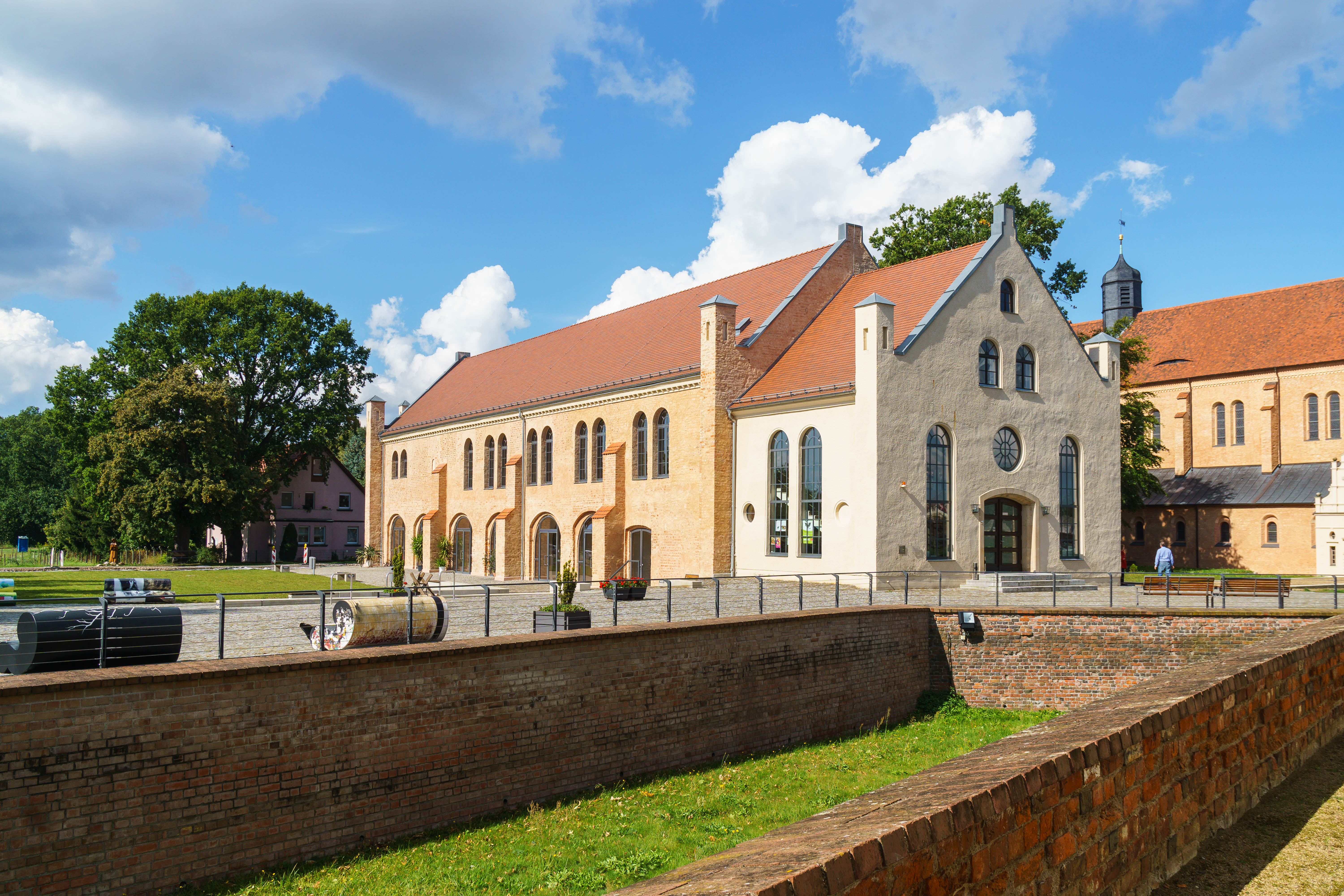
Рефекторий

## Хронология
Хронология событий связанных с аббатством после его упразднения.
- 1624 год — Строится замок Доберлуг.
- 1637 год — Церковь была повреждена во время тридцатилетней войны шведскими солдатами.
- 1676 год — Монастырский храм был восстановлен как протестантский. И замок и церковь были освящены. Кристоф Юнге делает орган с 20 вкладками.
- 1696 год — основание церковного хора Добрилугка.
- 1728 год — Герцог Вильгельм Мориц дарит церковному хору две литавры.
- 1779 год — пожар в Дворцовой церкви.
- 1789 год — Иоганн Кристиан Кайзер делает новый орган для монастыря.
- 1852 год — Случается пожар в котором не пострадало только церковь и трапезная.
- 1875 год — Вильгельмом Зауэром делается новый орган.
- 1905 год — Начинается восстановления монастыря до 1909 года, после которого монастырь был приведён в изначальный вид.
- 1955 год — В церкви появляется большой колокол.
- 1973 год — Создаётся маленький орган (Orgelbau Voigt) для ризницы.
- 1996 год — Начинается ремонт всей крыши и поверхности башни. Церковный хор празднует своё 300-летие.
- 1997 год — Церковный хор покупает орган Orgelpositiv (Orgelbau Kemper).
- 1998 год — Празднуется 900-летие цистерцианского ордена. Встроены новые трубы в орган.
- 2003 год — Начинается снос зданий вокруг монастыря, построенные во времена ГДР.
- 2004 год — Церковь реставрируется повторно.
- 2005 год — 1000-летие Доберлуга-Кирххайна.